# Thomas Griffiths Wainewright

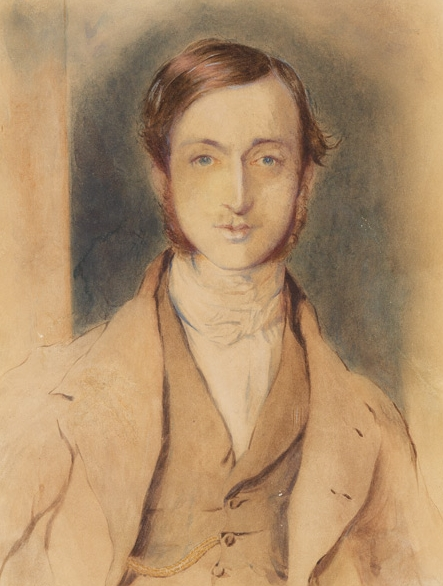
Thomas Griffiths Wainewright

Thomas Griffiths Wainewright (* Oktober 1794 in Chiswick, England; † 1847 in Hobart, Australien) war ein englischer Journalist, Maler, Kunstkritiker und Mörder.

## Leben
Thomas Griffiths Wainewright war früh verwaist, er wuchs bei seinem Großvater Ralph Griffiths auf, einem Zeitungsverleger. Dieser starb 1803 und hinterließ seinem Enkel ein Vermögen von rund 5000 Pfund, das treuhänderisch verwaltet wurde. Er wurde von einem entfernten Verwandten, Dr. Charles Burney, erzogen. Er diente zunächst als technischer Offizier in der Garde, dann als Hornist bei den Yeoman-Freiwilligen. 
Wainewright heiratete mit 23 Jahren Eliza Frances Ward. Ab 1819 schrieb er für verschiedene Zeitschriften (The Literary Pocket-Book, Blackwoods Magazine und The Foreign Quarterly Review). Wahrscheinlich ist er auch der Autor verschiedener Karikaturen und Kritiken, die unter den Namen Janus Weathercock, Egomet Bonmot und Herr Vinkbooms zwischen 1820 und 1823 in The London Magazine erschienen.
Er war mit Charles Lamb befreundet, der seine literarische Arbeit schätzte und in einem Brief an Bernard Barton das Bild eines freundlichen, unbeschwerten Wainewright zeichnet. Er tat sich ebenfalls als Künstler hervor, indem er Gedichte von William Chamberlayne illustrierte. Von 1821 bis 1825 wurden in der Royal Academy of Arts verschiedene Graphiken von ihm ausgestellt, darunter A Romance from Undine, Paris in the Chamber of Helen und The Milkmaid's Song.
Durch seinen aufwendigen Lebensstil gerieten seine Finanzen in Schieflage. 1822 begann er die Unterschriften seiner Treuhänder zu kopieren. Mit der gefälschten Vollmacht ging er zur Bank und ließ sich die Hälfte des Vermögens auszahlen; diese Prozedur wiederholte er ein Jahr später. 1830 schloss er bei verschiedenen Agenturen auf seine Schwägerin Helen Abercrombie Lebensversicherungen von insgesamt 18.000 Pfund ab. Als sie noch am 21. Dezember desselben Jahres starb, weigerten sich die Versicherungen zu zahlen, mit der Begründung falscher Angaben. Später wurde behauptet, dass er bereits 1829 seinen Onkel Thomas Griffiths mit Strychnin vergiftet hätte, um in den Besitz von Linden House zu gelangen, wo er seine Kindheit verbracht hatte. Im August 1830 soll er auch seine Schwiegermutter mit demselben Gift vergiftet haben. Beweise dafür fehlen. In dem Prozess Wainewrights gegen die Versicherungen wurde der Mordverdacht explizit ausgeklammert, zumal eine Autopsie Helen Abercombys (Hirn und Magen) keine Anzeichen für eine Vergiftung ergeben hatten.
Durch die Weigerung der Versicherungen geriet er in Zahlungsschwierigkeiten und wurde wegen seiner Schulden vorübergehend verhaftet. Daraufhin zog er sich in das Frankreich der Julirevolution zurück, um von dort einen Prozess gegen die Versicherungen anzustrengen und nach Auszahlung der Prämien zurückzukehren. In Boulogne-sur-Mer überredete er einen Freund aus Norfolkshire, sich für 3.000 Pfund versichern zu lassen und vergiftete ihn. Da er nicht der Begünstigte dieser Tat war, ist anzunehmen, dass er sich auf diese Weise an der Versicherungsgesellschaft rächen wollte.
Wainewrights Prozess gegen die Versicherungen ging 1836 für ihn ungünstig aus. Als er im Juni 1837 heimlich nach London zurückkehrte, wurde er entdeckt und unter dem Vorwurf einer betrügerischen Bestandsübertragung – der Unterschriftenfälschung bei seinem treuhänderischen Vermögen vor über 13 Jahren – festgenommen. Er wurde zu lebenslanger Deportation nach Van-Diemen's-Land (heute Tasmanien) verurteilt. Dort verbüßte er als Kettensträfling, dann als Krankenwärter im Gefängnishospital seine Strafe. Später widmete er sich weiterhin der Malerei. Er starb 1847 in Hobart an einem Schlaganfall.

## Werk
1880 wurden seine Werke unter dem Titel Essays and Criticisms veröffentlicht mit einer Beschreibung seines Lebens von William Carew Hazlitt, dem Enkel von William Hazlitt. Die Geschichte seiner Verbrechen regte Charles Dickens zu seiner Erzählung Hunted Down (Zur Strecke gebracht) und Edward Bulwer-Lytton zu seinem Roman Lucretia an. Der Künstler und Giftmörder Wainewright hat weitere Autoren animiert, Bücher über seine Lebensgeschichte zu verfassen; namentlich Oscar Wilde (in Pen, Pencil and Poison (dt. Feder, Pinsel und Gift), erschienen in Fortnightly Review, Januar 1889) und A. G. Allen (in Twelve Bad Men, herausgegeben von Thomas Seccombe, 1894).